# Nelinho (ur. 1933)
Nelinho, właśc. Agnelo Correia dos Santos (ur. 20 lipca 1933 w Proprii) – brazylijski piłkarz, występujący na pozycji środkowego obrońcy.

## Kariera klubowa
Nelinho występował w Botafogo FR i CR Flamengo. Z Flamengo wygrał Torneio Rio-São Paulo w 1961 roku.

## Kariera reprezentacyjna
W reprezentacji Brazylii Nelinho zadebiutował 15 września 1957 w przegranym 0-1 meczu z reprezentacją Chile, którego stawką było Copa Bernardo O’Higgins 1957. Drugi i ostatni raz w reprezentacji wystąpił 18 września 1957 w zremisowanym 1-1 meczu z reprezentacją Chile.